# Francesc Jofre I de Rocabertí
Francesc Jofre I de Rocabertí i de Pacs fou vescomte de Rocabertí entre 1592 i 1634. A ell li fou atorgat el títol de comte de Peralada el 1599 per part del rei Felip III de Castella.

## Núpcies i descendència
Es va casar amb Magdalena de Safortesa, de qui va tenir els fills següents:
- Ramon Dalmau I de Rocabertí i Safortesa, vescomte de Rocabertí.
- Francesc Dalmau II de Rocabertí i Safortesa, vescomte de Rocabertí.
- Martí Onofre II de Rocabertí i Safortesa, vescomte de Rocabertí.
- Elisenda I de Rocabertí i Safortesa, vescomtessa de Rocabertí.
- Joan Tomàs, mort el 1699, frare dominic, prior de Tarragona i arquebisbe de València.
- Praxedis, morta el 1667 i canongesa de Sant Bartomeu de Bell-lloc.
- Violant, infant.
- Pere, ardiaca de Barcelona,.
- Maria, monja.
- Esclarmonda, morta el 1667 i casada amb Joan de Boixadors, comte de Savallà del Comtat.